# Richard Thorpe
Richard Thorpe, właśc. Rollo Smolt Thorpe (ur. 24 lutego 1896 w Hutchinson, Kansas, zm. 1 maja 1991 w Palm Springs) – amerykański reżyser filmowy. 

## Wybrana filmografia
- 1936: Ucieczka Tarzana (Tarzan Escapes)
- 1937: Noc musi zapaść (Night Must Fall)
- 1939: Tarzan znajduje syna (Tarzan Finds a Son!)
- 1941: Skarb Tarzana (Tarzan's Secret Treasure)
- 1942: Tarzan w Nowym Jorku (Tarzan’s New York Adventure)
- 1952: Ivanhoe
- 1952: Więzień Zendy (The Prisoner of Zenda)